# Cheilotrichia (Empeda) perrata
Cheilotrichia (Empeda) perrata is een tweevleugelige uit de familie steltmuggen (Limoniidae). De soort komt voor in het Oriëntaals gebied.